# 고질라 11 - 리벤지
고질라 11 - 리벤지(Godzilla's Revenge)는 일본에서 제작된 혼다 이시로 감독의 1969년 영화이다. 사하라 켄지 등이 주연으로 출연하였고 타나카 토모유키 등이 제작에 참여하였다.

## 출연

### 주연
- 사하라 켄지
- 나카 마치코

### 조연
- 야자키 토모노리
- 아마모토 에이세이
- 사카이 사치오
- 스즈키 카즈오
- 사와무라 이키오
- 이시다 시게키
- 사다 유타카
- 토긴 초타로
- 나카야마 유타카
- 타지마 요시후미

## 제작진
- 미술: 키타 타케오